# José Santiago Portales y Larraín
José Santiago Portales y Larraín (Santiago de Chile, 1764 - ibídem, 1835) fue un prócer de la independencia de Chile y padre de Diego Portales. Al estallar la revolución de independencia, participó en la junta gubernativa y del Primer Congreso Nacional de Chile. Presidió la Junta Gubernativa de Chile en 1812 y estuvo en funciones como miembro de la Junta De Gobierno hasta el 1 de abril de 1813.

## Biografía
Miembro del distinguido linaje colonial chileno de su apellido, fue hijo de Diego Portales y Andía-Irarrázabal, Alférez Real de Santiago de Chile, y de Teresa de Larraín y Lecaros.
Ingresó a los Reales Ejércitos de Su Católica Majestad española como teniente de Milicias, siendo ascendido a capitán en 1784. Prestó servicios en el refuerzo de la guarnición de Valdivia en 1779. Fue también Alférez Real del Cabildo de Santiago en 1799. Sirvió más de dos años en la tesorería de Santiago y, a la muerte de su padre, le sucedió en la superintendencia de la Real Casa de Moneda el 26 de mayo de 1799.
Según José Miguel Infante, José Santiago «tomó parte en la revolución sagrada del 18 de septiembre de 1810 [sic]»; sin embargo, durante la Reconquista declaró su prescindencia en los sucesos de 1810, manifestando que: «No cooperé en lo más leve a la instalación de la Junta; viendo que ya no tenía remedio, bajo diversos pretextos, con licencia del Gobierno, me retiré a la hacienda de La Calera para que no me comprometiesen llamándome a las corporaciones». Con todo, igualmente fue desterrado a la isla de Juan Fernández por el gobierno realista.

## Familia y descendencia
Contrajo matrimonio con María Encarnación Fernández de Palazuelos y Martínez de Aldunate Acevedo Borja, con quien tuvo 23 hijos, de entre los cuales destacaron el famoso e influyente ministro Diego Portales y el diputado Manuel Portales Palazuelos. Falleció en Santiago el 15 de octubre de 1835 y sus restos descansan, junto a los de su esposa, en el Patio Histórico del Cementerio General de Santiago (actual sepultura de la familia Beaumont Portales).